# 豊川稲荷札幌別院
豊川稲荷札幌別院（とよかわいなりさっぽろべついん）は、本院が北海道札幌市清田区北野7条2丁目8－18、祖院が中央区南7条西4丁目1－1にある曹洞宗玉宝禅寺の別称である。
豊川稲荷（愛知県豊川市）の別院である。祖院は明治31年（1898年） 開創。本院は昭和59年（1984年）建立。

## 沿革
祖院は札幌市の歓楽街・薄野の中心部のやや南側に位置する。1871年に遊廓が設置されて以来、薄野は商業地・繁華街として発展したが、商売繁盛を司る稲荷神への信仰は早くから存在し、1880年代初頭には既に無住の稲荷堂が建てられたという。その後1894年に地元の酒造業者・波多野与三郎によって、豊川稲荷の分霊を迎えようという計画が持ち上がり、現在の札幌市中央区南3条西4丁目に設立寺務所が設けられ、募金活動が開始された。波多野が花柳界と繋がりが深かったこともあり、発起人には料亭・芝居小屋・遊郭・見番（芸妓の登録組織）などの関係者が数多く名を連ねた。1年足らずの間に現在の金額で1億円近くの浄財（寄付金）が集まり、1895年から現在地で稲荷堂の建設が始められ、1898年5月に落成した。
以後、豊川稲荷は「薄野の守護神」と呼ばれ、地域の人々の崇敬を集めることとなる。玉垣や門柱には寄進者として、地元の有力者や興行主などの他、見番に属する芸妓などの名前も数多く刻まれており、花街との関わりは特に深いものがあった。昭和初期までは、芸妓や遊女、小料理屋の女主人や仲居など、水商売に縁のある女性が、お百度を踏む光景が頻繁に見られたという。また、毎年9月22日に催された例大祭は、かつては札幌神社祭・三吉神社祭とともに、札幌三大祭と呼ばれるほど盛大なものであった。
1976年5月25日、札幌料飲業団体連合会会長・熊谷秀一らを中心とした「薄野花街哀悼碑建立期成会」によって、薄野の花柳界の無縁仏と見づ子（水子）を哀悼する「薄野娼妓並水子哀悼碑」が建立された。境内を取り囲む玉垣は、地域の再開発などによって、昔よりも大幅に縮小されているが、災害などでの損壊を免れた本殿や門柱などとともに、遊郭時代の薄野を偲ばせる数少ない遺構となっている。
清田区の本院は1984年、開創88年を記念して新寺として建立された。上記の経緯もあり、本院・祖院では水子供養が行われており、毎月24日には水子供養合同法要、毎年5月24日は水子石碑建立記念法要が催されている。

### 教育・文化事業
1925年には、境内に聾唖児の矯正施設「北海道吃音矯正学院」が設立された。この施設は、聾唖児の指導に取り組んでいた市内の小学校教員・近藤兼市を代表とした、札幌では最初の本格的な聾唖教育機関であった。当時の住職（代数では3代目）の牧野仰鍬は、近藤の父と知り合いであったことから、元はおこもり堂（ある期間こもって神仏に祈る参篭場所）であった建物を校舎として無償で提供した。同施設は1927年、市内の盲児教育施設と合併して「私立札幌盲唖学校」となり、1931年に市内南9条西1丁目に新築移転するまで当寺を校舎とした（私立札幌盲唖学校はその後1944年に疎開で河西郡御影村（現上川郡清水町）に移り、1948年の道立移管後1950年に廃校となった）。
3代目住職・牧野仰鍬は、水墨画の愛好者でもあり、大正初期に北海道に移住した滝和亭門下の南画家・谷口香巌の支援者となった。豊川稲荷の書院では、谷口の指導による茶道と水墨画の講習会「煎茶会」が月2回行われ、1930年からは市内の百貨店で「煎茶会」による展覧会が8回にわたって開かれた。谷口の門下からは本間莞彩・川井霊祥・堀井聖峰・菅原無田らを輩出し、本間は後に道内在住者では初の日本美術院院友となった。本間は1946年、川井・堀井・岩橋英遠・高木黄史らと「北海道日本画協会」を設立し、附帯事業として画塾「北海道日本画研究所」を開設した。「北海道日本画研究所」は豊川稲荷本堂に教室が置かれ、講師には「北海道日本画協会」のメンバーの他、郡司正勝（演劇学者）なども名を連ね、1949年まで存続した。

## 年間行事
本院
- 1月7日 - 新年大般若祈祷会並びに檀信徒新年会
- 春分の日 - 春彼岸法要並びに釈尊降誕会
- 8月16日 - 新亡・先亡施食会
- 秋分の日 - 秋彼岸法要並びに水子地蔵・十六羅漢会
- 毎日 - 午後1時から4時まで、水子供養受付

祖院
- 毎日 - 午後1時から4時まで、水子供養受付
- 毎月24日 - 午後1時より、水子合同供養法要と法話
- 5月24日 - 娼婦並びに水子哀悼碑建立記念法要

豊川稲荷札幌別院
- 毎日 - 午後1時から4時まで、諸事祈祷受付
- 1月1日～3日 - 元朝参り、3ヶ日参り
- 8月16日 - 新亡・先亡施食会
- 11月22日 - 正午～午後6時、稲荷大祭祈祷会

## 境内
本院
- 本堂 - 正面に本尊である釈迦如来、西序（正面の向かって左側）に豊川ダキニ真天が祀られている。

祖院
- 本殿 - 現在は二階建ての建物となっており、二階部分が本尊である豊川ダキニ真天が祀られた本殿となっている。建築様式は権現造[1]。
- 門柱 - 何れも見番（芸妓の登録組織）から寄進されたもので、南側には新見番、北側には町見番の名が刻まれている[1]。明治後期の札幌には、新見番・町見番・元見番・中見番と4つの見番があったが、1909年に新見番と中見番は札幌見番に統合された[1][22]。
- 薄野娼妓並水子哀悼碑 - 薄野の花柳界の無縁仏と見づ子（水子）を哀悼する目的で、「薄野花街哀悼碑建立期成会」によって1976年建立
- その他
  - 丸山定山 - 句碑
  - 三岸好太郎生誕地掲示板 - 生家が現在の祖院の敷地内にあったことに因む[23]。父親が番頭をつとめていた遊郭・高砂楼の主人は、札幌別院の建立発起人・寄進者の一人であった[2][23]

## ギャラリー

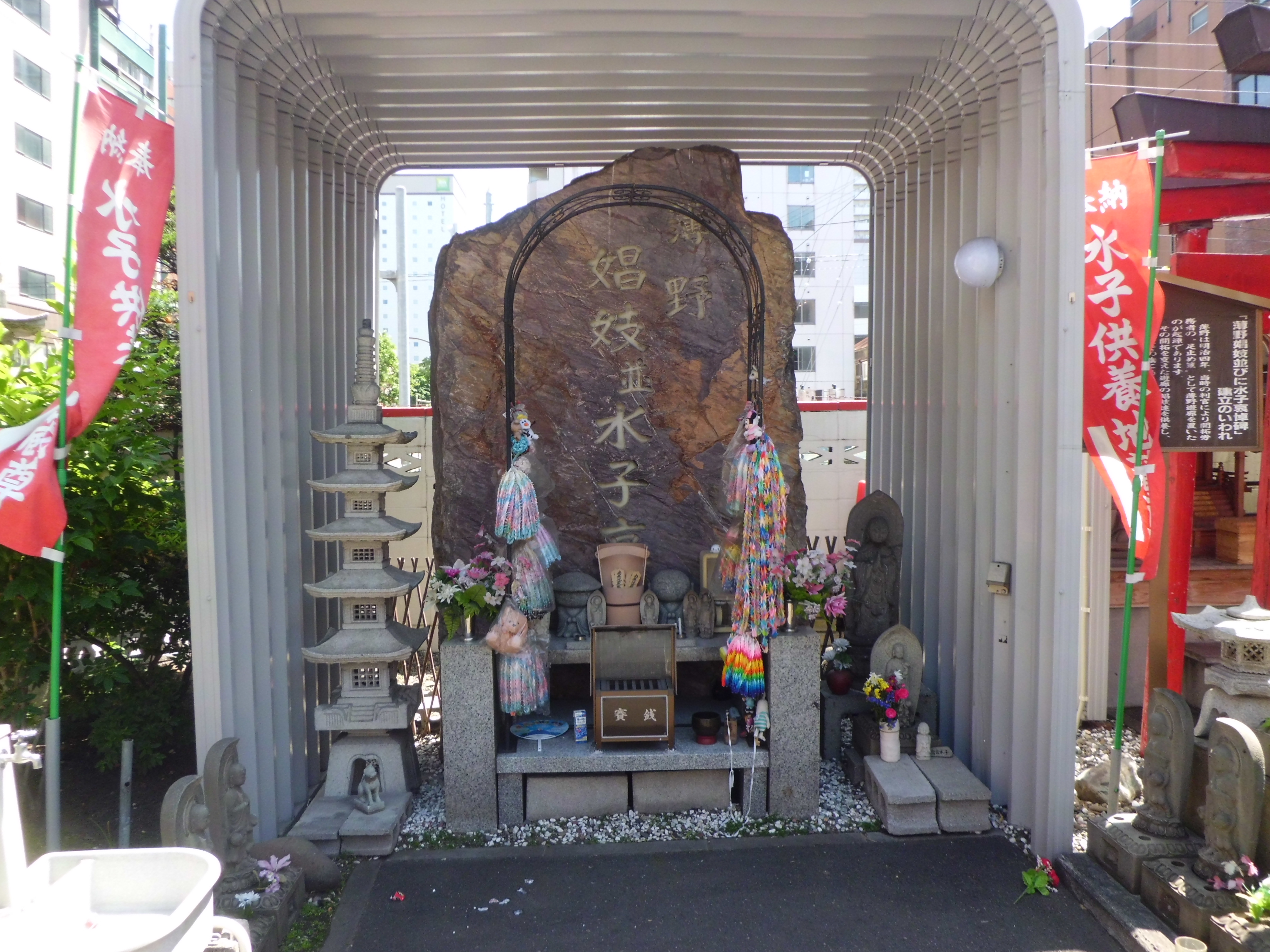
薄野娼妓並水子哀悼碑
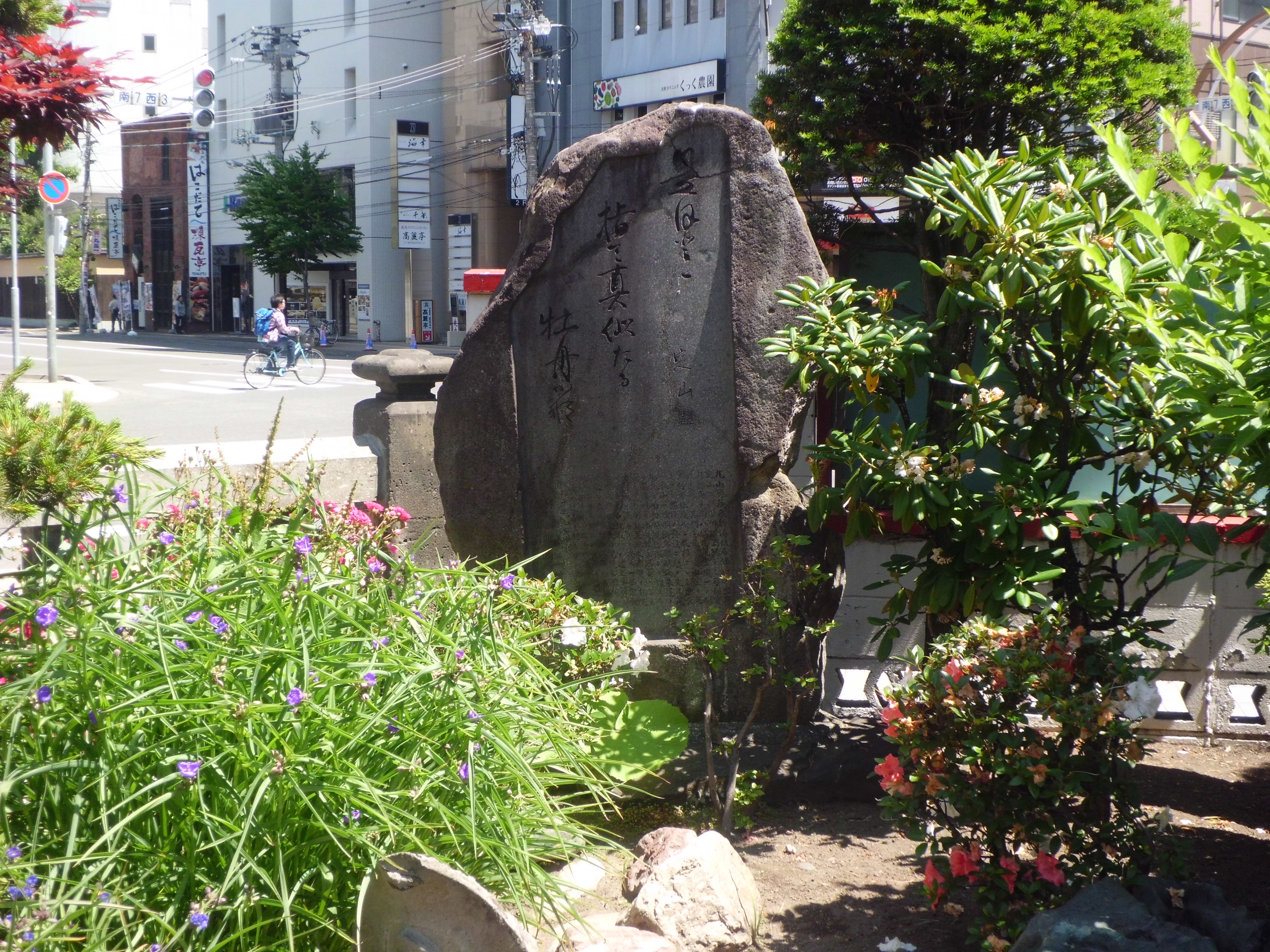
丸山定山 句碑
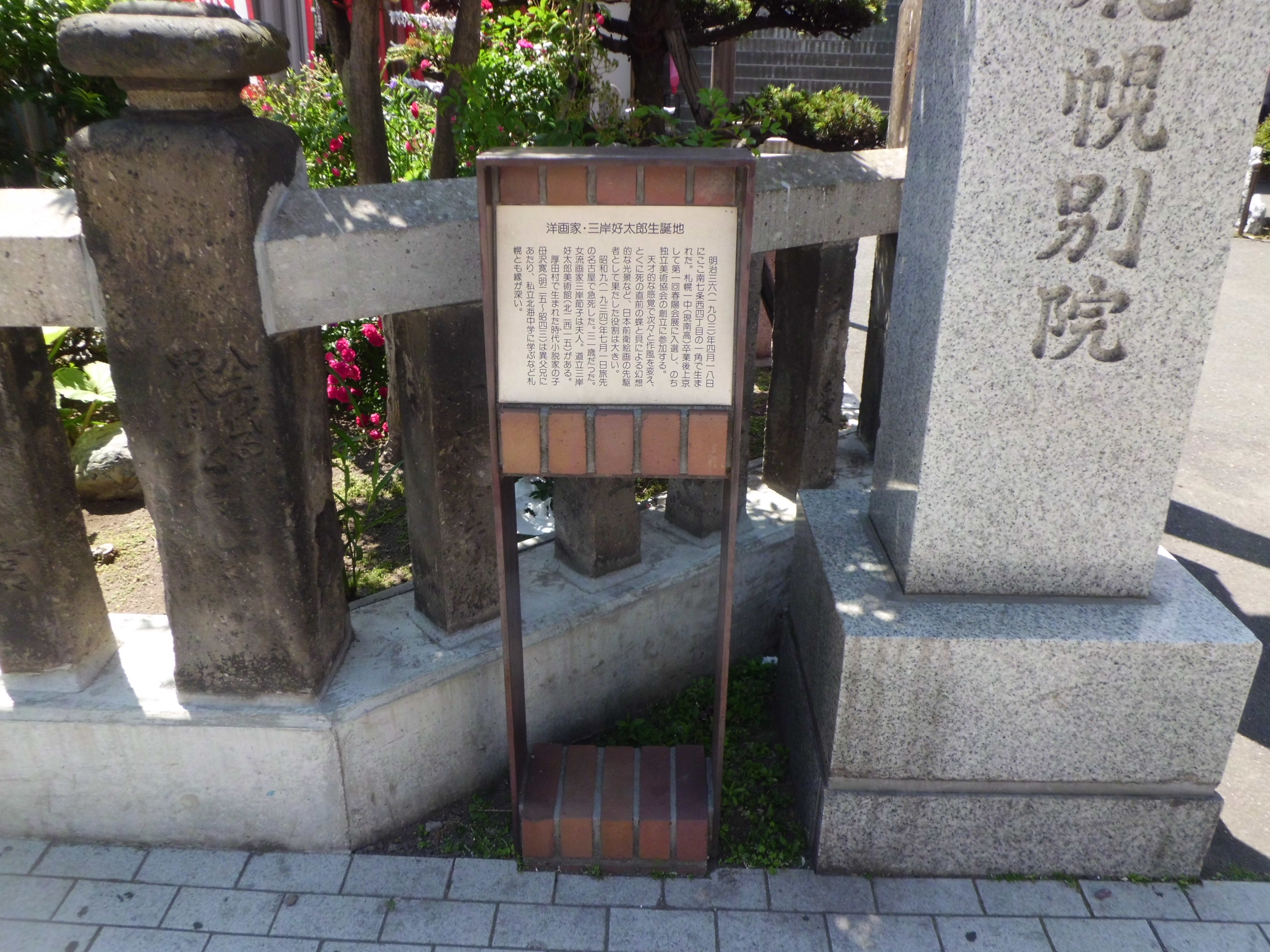
三岸好太郎 生誕地

## 交通
- 本院 – 最寄り駅は札幌市営地下鉄東西線 南郷18丁目駅。最寄りバス停は北海道中央バス（平岡営業所）「栄通20丁目」バス停下車。
- 祖院 – 札幌市営地下鉄南北線 すすきの駅から徒歩で約10分。